# Kanton Abondance
Der Kanton Abondance war von 1860 bis 2015 ein französischer Wahlkreis im Département Haute-Savoie an der Grenze zum Kanton Wallis. Er umfasste sechs Gemeinden und hatte seinen Hauptort (frz.: chef-lieu) in Abondance. Die landesweiten Änderungen in der Zusammensetzung der Kantone brachten im März 2015 seine Auflösung.

## Gemeinden
| Gemeinde                | Einwohner Jahr | Fläche km² | Bevölkerungsdichte | Code INSEE | Postleitzahl |
| ----------------------- | -------------- | ---------- | ------------------ | ---------- | ------------ |
| Abondance               | 1344 (2013)    | 55,84      | 24 Einw./km²       | 74001      | 74360        |
| Bonnevaux               | 254 (2013)     | 7,82       | 32 Einw./km²       | 74041      | 74360        |
| La Chapelle-d’Abondance | 866 (2013)     | 37,85      | 23 Einw./km²       | 74058      | 74360        |
| Châtel                  | 1171 (2013)    | 32,19      | 36 Einw./km²       | 74063      | 74390        |
| Chevenoz                | 578 (2013)     | 10,54      | 55 Einw./km²       | 74073      | 74500        |
| Vacheresse              | 785 (2013)     | 31,02      | 25 Einw./km²       | 74286      | 74360        |